# Numa Ensch-Tesch

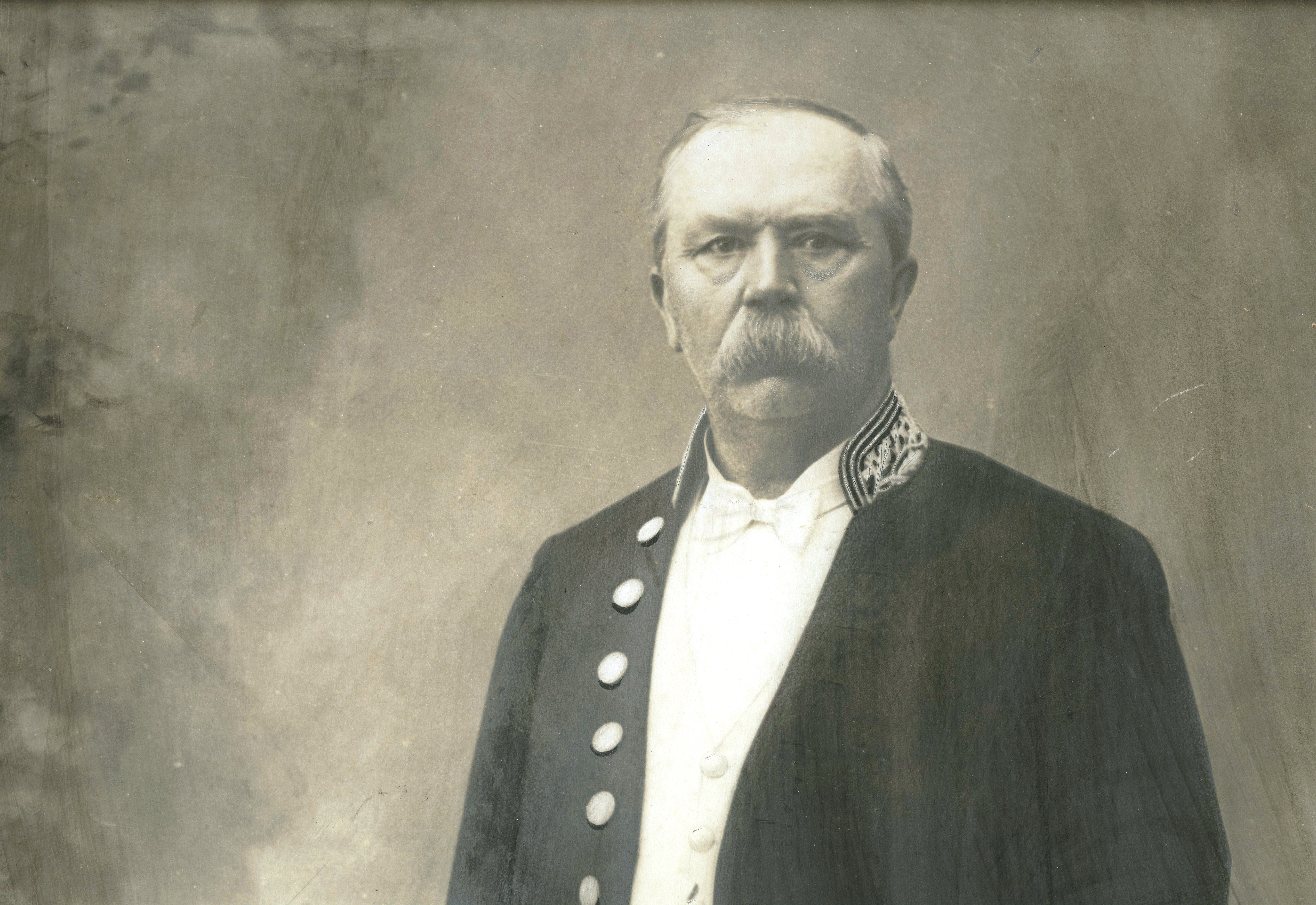
Numa Ensch-Tesch

Charles Numa Ensch-Tesch (geboren 10. Juni 1841 in Ruette; gestorben 30. Oktober 1929 in Arlon) war ein belgischer Rechtsanwalt und Politiker.
Numa Ensch erlangte 1866 in Brüssel den Doktortitel in Recht und wurde Anwalt in Arlon. 1869 war er Juge suppléant in Arlon, 1890, 1891, 1895 und 1896 Bâtonnier der Arloner Anwaltskammer.
Zwischen 1901 und 1921 war er Bürgermeister von Arlon als Nachfolger von Joseph Netzer. Er war mit Flore Marie Emma Adolphine Léonie Tesch verheiratet und ergänzte seinen Familiennamen mit dem ihrigen zu einem Doppelnamen. Flore Tesch war die Tochter vom Emmanuel Tesch und die Nichte vom Victor Tesch.
Er war Mitglied des Verwaltungsrats der 1911 gegründeten ARBED.